# اضطرابات النوم التالية لإصابة الدماغ الرضية
اضطراب النوم هو أحد التداعيات الشائعة لإصابة الدماغ الرضية (تي بي آي). تتطور اضطرابات النوم لدى 30%-70% من مرضى إصابة الدماغ الرضية. يمكن تصنيف إصابة الدماغ الرضية في فئتين اثنتين، الإصابة الأولية والإصابة الثانوية. تشمل أذية الدماغ الأولية إصابات المادة البيضاء، والكدمات البؤرية، والوذمة الدماغية والأورام الدموية، التي غالبًا ما تحدث في نفس لحظة الإصابة. تشمل أذية الدماغ الثانوية بدورها الأضرار التي تلحق بتحرير النواقل العصبية، والاستجابات الالتهابية، والخلل الوظيفي الميتوكوندري والتنشيط الجيني، إذ تتطور هذه الفئة من الأذيات بعد دقائق إلى أيام من الإصابة. يعاني الأفراد المصابون باضطرابات النوم التالية لإصابة الدماغ الرضية بشكل رئيسي من الأرق، وانقطاع النفس النومي، والنوم القهري، واضطراب حركة الأطراف الدورية وفرط النوم. علاوة على ذلك، غالبًا ما تحدث اضطرابات النوم – اليقظة اليوماوية بعد إصابة الدماغ الرضية.

## التظاهرات

### التبعات
يرتبط ارتفاع مستويات القلق والاكتئاب مع المستويات المرتفعة من اضطرابات النوم المتطورة لدى مرضى إصابة الدماغ الرضية. في حال إهمال علاج التوتر أو الاكتئاب لدى هؤلاء المرضى، قد يترتب على ذلك الفشل في علاج اضطراب النوم بشكل فعال. يظهر مرضى إصابة الدماغ الرضية الذين يعانون من النعاس تراجعًا في الوظيفة المعرفية والأداء في حالة اليقظة ما ينعكس سلبًا على أدائهم الوظيفي اليومي. يلعب النوم دورًا بارزًا في الحماية العصبية من خلال التخلص من نواتج السمية العصبية، والمساهمة في النمو العصبي واللدونة العصبية، علاوة على ذلك، يُعتبر النوم ضروريًا بشكل خاص من أجل تعافي اللدونة العصبية التالي لأعراض إصابة الدماغ الرضية الخفيفة. نتيجة لذلك، يؤثر اضطراب النوم بشكل سلبي على التعافي من الإصابة، وإعادة التأهيل والنتائج، ما يؤدي إلى تطوير إعاقات طويلة الأمد. قد يرجع هذا إلى تراجع نوم حركة العين غير السريعة الناجم عن ارتفاع مستوى مرحلة النوم 1. يختبر مرضى إصابة الدماغ الرضية الذين يعانون من انقطاع النفس الانسدادي النومي انخفاضًا في الوظيفة القلبية وارتفاع ضغط الدم. يرتبط انقطاع النفس الانسدادي النومي أيضًا مع التغيرات البنيوية في الدماغ.
قد تؤدي العواقب غير المباشرة لاضطرابات النوم التالية لإصابة الدماغ الرضية إلى تفاقم العديد من المضاعفات والحالات المرضية الناجمة عن إصابة الدماغ الرضية. تشمل هذه المضاعفات الإعياء، أو أعراض الكرب التالي للصدمة، أو اضطراب الكرب التالي للصدمة (بّي تي إس دي) أو الألم المزمن.
أظهرت دراسات الحيوانات على القوارض ارتباط الحرمان من النوم التالي لإصابة الدماغ الرضية مع العديد من التأثيرات السلبية المحتملة على استتباب الدماغ، بما في ذلك التغيرات الطارئة على تركيز الغلوتامات واستهلاك الطاقة بالإضافة إلى درجة حرارة الدماغ.
باختصار، ترتبط اضطرابات النوم المتطورة لدى مرضى إصابة الدماغ الرضية مع انخفاض جودة الحياة المتعلقة بالصحة فضلًا عن تراجع مدة حالة البقاء.